# Alexandre de Berneval
Alexandre de Berneval, mort le 5 janvier 1440, est l'architecte de l'église abbatiale du monastère bénédictin Saint-Ouen de Rouen. 

## Biographie
Dans un acte passé le 1er mars 1419, il est désigné comme étant maître des œuvres du roy au Baillage de Rouen. Un acte passé en 1420 par le prieur de l'abbaye de Fécamp indique sur le marché passé  pour le tabernacle-reliquaire du Pas de l'Ange, Alexandre de Berneval « demourant à présent à Rouen ». Ce qui laisse à penser qu'il n'est pas originaire de Rouen. Charles de Beaurepaire a proposé que sa famille était originaire de Hautot-sur-Seine. Il aurait été recruté pour surveiller les travaux du palais royal de Rouen d'Henri VI. Le Roux de Raincy et L. M. Tisserand écrivent dans leur livre Le Paris de Charles V et Charles VI vu par les écrivains contemporains avoir trouvé dans les archives un Alexandre de Berneval « maçon et bourgeois » à Paris.
Un récit rapporté par le Père Pommeraye dans son Histoire de l'abbaye de Saint-Ouen veut qu'il soit mort de la main du bourreau pour avoir tué par jalousie son apprenti qui avait réalisé la rose nord jugée plus belle que la rose sud qu'il avait édifiée. Cette légende a été démentie par les historiens. La rose nord ayant été édifiée par son fils. Il est mort le 5 janvier 1440. Son fils lui a succédé immédiatement comme l'indique un acte passé le 23 janvier 1440 : A ce, fut présent Colin de Berneval, reçu par mon dit seigneur l'abbé et les religieux ci-dessus nommés, à être l'ouvrier de machonnerie de leur église pour le temps advenir, en la semblable manière comme son feu père, Alexandre de Berneval, a été en son temps.

## Pierre tombale
Il a été inhumé dans la chapelle Sainte-Agnès de l'abbatiale par les moines eux-mêmes. L'épitaphe indique :

« Cy gist maistre Alexandre de Berneval, maistre de machonerie [maçonnerie] du roy nostre sire au bailliage de rouen et de saint ouen qui trespassa le Ve de janvier mil CCCC et XL. Priez dieu pour luy. Amen. »

Sur ladite pierre tombale — gravée par son fils Colin selon certaines sources[Qui ?] — montre deux personnages gisant côte à côte : à droite l'un, richement habillé, tient un compas dans la main droite qui repose sur une planche à tracer — comme en témoigne l'épaisseur rendue par le sculpteur-graveur (imagier en termes d'époque) — et sur laquelle figure un plan (d'église ?). À sa droite, à gauche pour qui regarde la pierre, un homme plus âgé. Sa coupe de cheveux en couronne ou au bol évoque une autre situation sociale proche de celle des clercs ou des nobles selon les codes en vigueur à l'époque. Il est habillé plus sobrement quoique ne portant pas des vêtements de travailleur manuel. Il tient aussi dans sa main droite un compas, mais à branches incurvées et qui repose sur un support sur lequel est gravé un quart de rosace. Il peut sans aucun doute s'agir du maître d'œuvre de la rosace. Les deux hommes semblent être mis par l'imagier sur un pied d'égalité. Les vêtements ne laissent pas supposer que l'un des deux soit un apprenti.

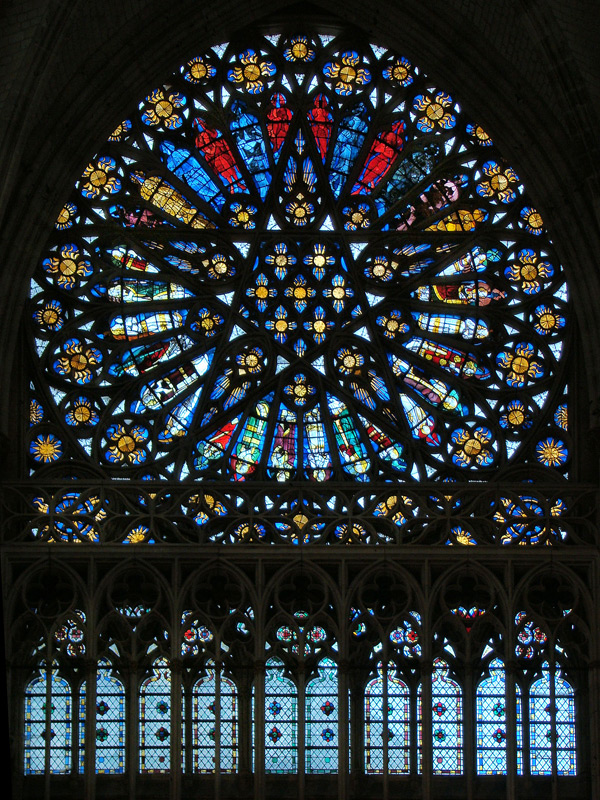
La rose du bras nord du transept.

La légende ou la tradition locale rapportée par Jules Quicherat indique qu'il ne s’agirait pas du père et du fils comme il est souvent rapporté, mais du maître et de son apprenti. C'est l'histoire d’Hiram inversée : l’apprenti réalisa une rosace magnifique, plus belle que n’aurait pu sans doute le faire son maître. Ce dernier ne supporta pas un disciple plus habile que son professeur et pris de colère et de jalousie, il tua son apprenti. Il fut alors jugé et pendu pour ce crime. Toutefois en hommage au travail rendu, les moines de l’abbaye de Saint-Ouen inhumèrent l’assassin et sa victime dans la chapelle Sainte-Agnès de l’abbatiale.
La pierre tombale porte une inscription qui qualifie bien Alexandre de Berneval de « maître des œuvres en maçonnerie » (machonnerie), mais elle est muette sur le nom du co-inhumé ou du moins sur l'identité de celui qui est représenté à ses côtés. Si c’eut été son fils, le nom de ce dernier aurait alors été mentionné. Le doute reste donc admis car l'emplacement pour une seconde épitaphe est bien prévu mais il est resté vierge.
Sans doute la tradition locale rapporte-t-elle un fait réel, mais il peut aussi s'agir d'un mythe. L'examen de la pierre montre que le personnage de gauche qui est le plus âgé selon la représentation iconographique et qui tient en sa main le plan de la rosace est celui qui est entouré de l'épitaphe relative au maître maçon Alexandre de Berneval. Il existe donc bien un lien qui est ici exprimé entre le maître maçon et la conception de la rosace. Le personnage de gauche, plus jeune, peut très bien être le fils d'Alexandre, Colin de Bernaval décédé en 1479 et qui continua l'œuvre de son père. Les deux hommes en effet se regardent, ce qui tendrait à laisser penser une relation (filiale ?) entre eux. Il n'est donc pas impossible que la représentation iconographique soit bien celle du père et du fils comme l'affirme Charles de Beaurepaire. Cela n'interdit pas, par ailleurs, la véracité de la tradition locale car rien n'empêche que le maître et l'apprenti aient été inhumés dans la même tombe et qu'ultérieurement Colin y fut mis à son tour sans que l'on prenne la peine d'y graver son épitaphe. Nous n'avons pas connaissance à ce jour d'éléments d'inventaires de la sépulture et qui permettraient d'étayer une thèse plus qu'une autre. L'analyse ADN, en cas d'inventaire, permettrait peut être d'infirmer ou de confirmer les liens éventuels entre les occupants de ladite tombe.